# Gideon Mensah
Gideon Mensah (* 18. července 1998) je ghanský profesionální fotbalista, který hraje na pozici levého obránce za francouzský klub AJ Auxerre a ghanský národní tým.

## Klubová kariéra

### Salcburk
V lednu 2019 Mensah odešel do Sturmu Graz na hostování do konce sezóny. Dne 29. srpna 2019 byl zapůjčen do belgického klubu Zulte-Waregem na sezónu 2019/20.

#### Hostování v Bordeaux
Dne 3. srpna 2021 se Mensah připojil k Bordeaux na sezónní hostování s opcí na odkup.

### Auxerre
Dne 12. srpna 2022 podepsal Mensah tříletou smlouvu s Auxerre.

## Reprezentační kariéra
Mensah debutoval za ghanský národní tým v roce 2019 v kvalifikaci na Africký pohár národů 2021 proti Jihoafrické republice.
Byl součástí ghanského týmu na Africkém poháru národů 2021, kde jeho tým vypadl již ve skupinové fázi turnaje.
Byl vybrán do ghanského týmu pro Mistrovství světa ve fotbale 2022 a nastoupil v zápase skupiny H proti Jižní Koreji.

## Úspěchy
Auxerre
- Ligue 2: 2023/24